# Stemonyphantes altaicus
Stemonyphantes altaicus es una especie de araña araneomorfa del género Stemonyphantes, familia Linyphiidae. Fue descrita científicamente por Tanasevitch en 2000.
Se distribuye por Rusia (Europa, Siberia del Sur) y Kazajistán. El cuerpo del macho mide aproximadamente 4,65 milímetros de longitud y el de la hembra 5,15 milímetros.